# متنزه غابات دي فو الحكومي
تبلغ مساحة متنزه غابات دي فو الحكومي 51 أكر (0.21 كـم2) متنزه الدولة الواقعة في مقاطعة نياجرا، نيويورك، الولايات المتحدة الأمريكية. يقع المتنزه قبالة طريق روبرت موسيس ستيت باركواي، شمال مدينة شلالات نياجرا. إنه مجاور لـ متتزه ويرلبول الحكومي.

## تاريخ
كانت أرض المتنزه في الأصل جزءًا من كلية ديفو للأيتام والأطفال المعززين، والتي بدأ بناؤها في عام 1855. عملت كلية ديفو كمدرسة تجارية للأولاد الذين تتراوح أعمارهم بين 8 إلى 12 عامًا، وكان يشار إليها باسم «المدرسة العسكرية» في معظمها.أغلقت المدرسة في عام 1972، واستخدمت الملكية كمهاجع لجامعة نياجرا بين عامي 1978 و 1983. وقد تم هدم العديد من مباني الملكية في عام 1994، واستحوذ مكتب  ولايه نيويورك للمتنزهات والترفيه  والمحافظة التاريخية ‏ على العقار في عام 2001.

## وصف المتنزه
يحتوي المتنزه على ملعب البيسبول وحلبة للتزلج على الجليد ومسار طبيعي ودورات مياه موسمية وتصاريح ركوب الدراجات.  توجد مساحة صغيرة من غابة النمو القديمة داخل المتنزه. والمتنزه أيضًا موطن برامج نياجرا التفسيرية الإقليمية وموظفي الهندسة.
المتنزه مفتوحة على مدار السنة للأنشطة النهارية.

## روابط خارجية
- متنزهات ولاية نيويورك: De Veaux Woods State Park
- فلورا دي فو وودز ستيت بارك